# Constantin Arnoldi
Pour les articles homonymes, voir Arnoldi.
 (juin 2023).
Si vous disposez d'ouvrages ou d'articles de référence ou si vous connaissez des sites web de qualité traitant du thème abordé ici, merci de compléter l'article en donnant les références utiles à sa vérifiabilité et en les liant à la section « Notes et références ».
Constantin Vladimirovitch Arnoldi (Константин Владимирович Арнольди), né le 4 octobre 1901 à Moscou et mort en 1982, est un entomologiste russe et soviétique, fondateur de la myrmécologie soviétique et des symposiums « Les Fourmis et la Protection de la forêt » qui se tinrent à l'époque de l'URSS.

## Carrière
Constantin Arnoldi est le fils du fameux botaniste Vladimir Arnoldi (1871-1924) et le petit-fils, par sa mère, du professeur Ivan Gorojankine (1848-1904). Son frère, Lev Vladimirovich Arnoldi (d) (1903-1980), deviendra également entomologiste.
Il entre à la fin de la guerre civile russe, en 1921, au département des sciences biologique de l'université de Moscou dont il sort en 1926 avec les félicitations du jury pour sa thèse de troisième cycle portant sur les fourmis du genre Cardiocondyla. Il devient membre de la Société entomologique de l'Union soviétique en 1934 et de la Société des naturalistes de Moscou en 1937.
En 1935, Constantin Arnoldi est candidat au doctorat de biologie. Il travaille de 1942 à 1954 au laboratoire de morphologie des invertébrés qui dépend de l'Institut Severtsov de l'Académie des sciences d'URSS et de 1954 à 1963 au laboratoire de zoologie de terrain qui dépend de ce même institut.
Il organise en 1963 le premier des six symposiums intitulés « Les Fourmis et la Protection de la nature ». En outre, il est vice-rédacteur en chef du Journal de zoologie de l'Académie des sciences d'URSS, de 1951 à 1975.

## Travaux
Il découvre et définit des dizaines de nouvelles espèces de fourmis, comme Aenictus dlusskyi (en 1968) ou Myrmica karavajevi (en 1930) et il révise les genres Cardiocondyla, Aphaenogaster, Stenamma, Messor, Myrmica, Leptothorax, Camponotus et Cataglyphis. Il donne aussi les caractéristiques générales de la forêt steppique, comme entité zonale (1965, 1968) et il est l'un des fondateurs de la méthode d'utilisation des entomocomplexes de différentes biocénoses pour caractériser ces dernières. Il apporte une contribution significative au développement de la zoologie de terrain en URSS.
- (de) Studien über die Variabilität der Ameisen. I. Die ökologische und die Familienvariabilität von Cardiocondyla stambulowi For. // Z. Morphol. Ökol. Tiere. — 1926. — Т. 7. — p. 254–278.
- (de) Studien über die Systematik der Ameisen. I. Allgemeiner Teil. // Zool. Anz.. — 1928. — Т. 75. — p. 123–137.
- (de) Studien über die Systematik der Ameisen. II. Stenamma Westw. // Zool. Anz.. — 1928. — Т. 75. — p. 199–215.
- (de) Studien über die Systematik der Ameisen. VI. Eine neue parasitische Ameise, mit Bezugnahme auf die Frage nach der Entstehung der Gattungsmerkmale bei den parasitären Ameisen // Zool. Anz.. — 1930. — Т. 91. — p. 267–283.
- (ru) Высшие и специализированные представители муравьев-бегунков и фаэтончиков рода Cataglyphis (Hymenoptera, Formicidae) в фауне СССР [Représentants supérieurs et spécialisés des fourmis-porteuses et des petits phaétons du genre Cataglyphis (Hymenoptera, Formicidae)]  // Зоологический журнал. [Journal de zoologie] — 1964. — Т. 43. — № 12. — p. 1800–1815.
- (ru) Зональные зоогеографические и экологические особенности мирмекофауны и населения муравьев Русской равнины [Particularités écologiques, zoogéographiques et zonales de la myrmécofaune et de la population des fourmis de la plaine russe] // Зоологический журнал. — 1968. — Т. 47. — № 8. — p. 1155–1178.
- (ru) Муравьи рода Myrmica Latr. Средней Азии и Южного Казахстана [Les fourmis du genre Myrmica Latr. d'Asie centrale et du Kazakhstan méridional] // Зоологический журнал. — 1976. — Т. 55. — № 4. — p. 547–557.
- (ru) Новые и малоизвестные виды муравьев рода Leptothorax Mayr (Hymenoptera, Formicidae) европейской части СССР и Кавказа [Nouvelles espèces de fourmis peu connues du genre Leptothorax Mayr (Hymenoptera, Formicidae)] // Энтомологическое обозрение. — 1977. — Т. 56. — № 1. — p. 198–204.
- (ru) Обзор муравьев жнецов рода Messor (Hymenoptera, Formicidae) фауны СССР [Aperçu des fourmis-moissonneuses du genre Messor (Hymenoptera, Formicidae) de la faune d'URSS] // Зоологический журнал. — 1977. — Т. 56. — № 11. — p. 1637–1648.
- (ru) Avec G.M. Dlousski, Надсемейство Formicoidea. Семейство Formicidae – Муравьи [La sous-famille des Formicoidea. La famille des Formidicae - Fourmis] // Определитель насекомых Европейской части СССР [Précis des insectes de la partie européenne de l'URSS], tome III, 1re partie, Léningrad, éd. Naouka, 1978. — p. 519–556.

## Source
- (ru) Cet article est partiellement ou en totalité issu de l’article de Wikipédia en russe intitulé « Арнольди, Константин Владимирович » (voir la liste des auteurs).